# Tuyến Jōetsu
Tuyến Jōetsu (上越線 Jōetsu-sen) là một tuyến đường sắt trọng điểm thuộc sở hữu của Công ty Đường sắt Đông Nhật Bản (JR East). Tuyến này kết nối ga Takasaki ở tỉnh Gunma với ga Miyauchi ở tỉnh Niigata, nối vùng tây bắc Kantō với bờ biển Nhật Bản ở vùng Chūbu. Tên gọi tuyến là sự kết hợp từ tên cũ của các tỉnh Kōzuke (上野) và  Echigo (越後).